# Truyền tiểu cầu
Truyền tiểu cầu được sử dụng để ngăn ngừa hoặc điều trị chảy máu ở những người có số lượng tiểu cầu thấp hoặc chức năng tiểu cầu kém. Thường điều này xảy ra ở những người nhận được hóa trị ung thư. Truyền máu phòng ngừa thường được thực hiện ở những người có mức tiểu cầu dưới 10 x 109/L. Ở những người đang truyền máu thường được thực hiện ở mức dưới 50 x 109/L. Việc kết hợp nhóm máu (ABO, RhD) thường được khuyến nghị trước khi truyền tiểu cầu. Tuy nhiên, tiểu cầu chưa kết hợp nhóm máu thường được sử dụng do không có sẵn tiểu cầu phù hợp. Chúng được tiêm bằng cách tiêm tĩnh mạch.
Tác dụng phụ có thể bao gồm các phản ứng dị ứng như sốc phản vệ, nhiễm trùng và tổn thương phổi. Nhiễm vi khuẩn tương đối phổ biến hơn với tiểu cầu vì chúng được lưu trữ ở nhiệt độ ấm hơn. Tiểu cầu có thể được sản xuất từ máu toàn phần hoặc bằng phương pháp apheresis. Tuổi thọ của tiểu cầu có thể từ năm đến bảy ngày.
Truyền tiểu cầu được sử dụng trong y tế trong những năm 1950 và 1960. Nó nằm trong Danh sách các loại thuốc thiết yếu của Tổ chức Y tế Thế giới, loại thuốc hiệu quả và an toàn nhất cần có trong hệ thống y tế. Ở Anh, chi phí NHS khoảng 200 pound mỗi đơn vị. Một số phiên bản của tiểu cầu đã bị loại bỏ các tế bào bạch cầu hoặc bị chiếu xạ gamma có lợi ích cụ thể cho một số quần thể nhất định.

## Sử dụng trong y tế

### Ngăn ngừa chảy máu
Các hướng dẫn quốc tế khuyến cáo rằng truyền tiểu cầu được trao cho những người bị suy tủy xương có thể đảo ngược để giảm nguy cơ chảy máu tự phát khi số lượng tiểu cầu dưới 10 x 109/L. Nếu người đó sử dụng tốt ngưỡng ngưỡng tiểu cầu cao hơn sẽ không làm giảm nguy cơ chảy máu thêm.